# Ганс Гомберґер
Ганс Гомберґер (31 жовтня 1908 — 1986) — швейцарський академічний веслувальник.
Срібний призер Олімпійських Ігор 1936 року в складі розпашної четвірки зі стерновим, бронзовий призер 1936 року в складі розпашної четвірки без стернового.
Чемпіон Європи 1935 року в складі розпашної четвірки без стернового, срібний призер 1935 року в складі вісімки.